# Tolcapon
Tolcapon ist der internationale Freiname (INN) eines Wirkstoffes zur Behandlung der Parkinson-Krankheit. Chemisch gesehen handelt es sich bei dem Wirkstoff um ein substituiertes Benzophenon. Tolcapon wurde 1998 durch den PZ-Innovationspreis ausgezeichnet.

## Darstellung
Als Ausgangsverbindung dient ein Benzyl-geschützter aromatischer Aldehyd. Dieser wird mit Butyllithium und 4-Bromtoluol umgesetzt. Der so erhaltene sekundäre Alkohol wird dann zunächst mit PCC oxidiert und dann der Benzylrest mit Bromwasserstoffsäure abgespalten. Eine Nitrierung mit Salpetersäure und Spaltung des Methylethers mit Bromwasserstoffsäure liefert das Tolcapon.

## Wirkungsweise
Ursache für die Parkinson-Krankheit ist der Untergang von dopaminergenen Zellen der Substantia nigra, der einen Dopaminmangel und damit einen überwiegend cholinergenen und glutaminergenen Erregungsmechanismus in den Basalganglien auslöst. Das fehlende Dopamin als Medikament zu verabreichen führt nicht zum Ziel, weil es die Blut-Hirn-Schranke nicht überwinden kann. Das gelingt jedoch mit der Dopamin-Vorstufe (Prodrug) L-Dopa (Dihydroxyphenylalanin), für die es in der Blut-Hirn-Schranke einen aktiven Transporter gibt. L-Dopa wird allerdings durch die enzymatische Reaktion von Catechol-O-Methyltransferase (COMT) rasch zu 3-O-Methyldopa (3-OMD) verstoffwechselt.
Hier setzt die Wirkung von Tolcapon ein; es hemmt („inhibiert“) das Enzym COMT und ist der erste Wirkstoff, für den diese Wirkung beschrieben wurde. Dadurch hilft es, wie auch andere Therapieansätze, das Gleichgewicht der bei Parkinson-Patienten gestörten Erregungsübertragung wiederherzustellen. Tolcapon verhindert den Abbau von L-Dopa nicht nur peripher, sondern auch zentral, da es die Blut-Hirn-Schranke überwinden kann. Dadurch wird die Halbwertzeit von L-Dopa im Plasma vervierfacht. Dies hat zur Folge, dass die Bioverfügbarkeit von Dopamin im zentralen Nervensystem (ZNS) und seine Konzentration im Gehirn  ansteigen, jedoch nicht im peripheren Plasmaspiegel. Die Kombination mit L-Dopa als Comedikation verringert die motorischen Fluktuationen deutlich. In einem frühen Krankheitsstadium wird, in Kombination mit L-Dopa und einem Decarboxylasehemmer, die komplikationsfreie Zeit deutlich verlängert. Es werden zwar auch zentrale Effekte diskutiert, wobei aber deren klinische Relevanz bis heute unklar sind.

## Nebenwirkungen
Am häufigsten treten die folgenden unerwünschten Wirkungen auf: Dyskinesien (unwillkürliche Bewegungen), Mundtrockenheit, Übelkeit, Erbrechen, Bauchschmerzen, Schlafstörungen, verstärktes Schwitzen, verminderter Appetit, Durchfall, Ohnmachtsanfälle, Kopfschmerzen, Schwindelgefühl im Stehen, Verstopfung, Brustschmerzen, Atemwegsinfektionen, Schläfrigkeit, Verwirrtheit und Halluzinationen.
Leberfunktionsstörungen, in Einzelfällen wurde schwere Hepatitis beobachtet.

## Zulassung
Im Jahr 1997 wurde Tolcapon von der Firma Hoffmann-La Roche als Tasmar europaweit zugelassen zur Behandlung der Parkinsonkrankheit. Nur ein Jahr später verfügte die europäische Zulassungsbehörde ein Ruhen der Zulassung, nachdem schwere hepatotoxischer Nebenwirkungen aufgetreten waren. Seit 2004 ist Tasmar (pharmazeutischer Unternehmer Meda AB) unter strengen Auflagen (Leberfunktionskontrollen) jedoch wieder zugelassen, das Anwendungsgebiet ist die Zusatzbehandlung der Parkinsonschen Krankheit in Kombination mit L-Dopa/Benserazid oder L-Dopa/Carbidopa.
Folgende Vorgehensweise des Lebermonitorings wird bei einer Behandlung mit Tolcapron gefordert:
|                          | EMEA                                                                         | FDA                                                     |
| ------------------------ | ---------------------------------------------------------------------------- | ------------------------------------------------------- |
| Lebermonitoring          | Ein Jahr lang alle 2 Wochen, dann 6 Monate alle 4 Wochen, dann alle 8 Wochen | 6 Monate alle 2–4 Wochen, dann nach ärztlichem Ermessen |
| Aussetzen der Medikation | GOT/ GPT>ULN*                                                                | GOT/GPT>2*ULN*                                          |

*ULN=upper limit of normal (Obergrenze des Normbereichs)

## Handelsnamen
- Tasmar (D)[7]